# لیکفیلد (مینه‌سوتا)
لیکفیلد، مینه‌سوتا (به انگلیسی: Lakefield, Minnesota) یک شهر در ایالات متحده آمریکا است که در شهرستان جکسون واقع شده‌است.

## خصوصیات
لیکفیلد ۳٫۳۲ کیلومترمربع مساحت و ۱٬۶۹۴ نفر جمعیت دارد و ۴۵۲ متر بالاتر از سطح دریا واقع شده‌است.